# Pomník J. E. Purkyně
Pomník Jana Evangelisty Purkyně stojí v jižní části Karlova náměstí v Praze na Novém Městě.

## Historie a popis
Socha je méně zdařilou obdobou pomníku Josefa Jungmanna, který vytvořil Zdeněk Šimek (dle staršího modelu Václava Levého). Je dílem sochařů Oskara Kozáka a Vladimíra Štrunce z roku 1961. Odlila firma Zukov.
Socha stojí na kónickém obdélníkovém podstavci z leštěné žuly, na kterém je vpředu nápis JAN EV. PURKYNĚ / 1787 – 1869. Vědec, sedící na židli s masivními soustruženými nohami, má přes opěradlo přehozen plášť. Purkyně je oblečen v redingotu, jeho pravá ruka je pozdvižena v nepřirozeném gestu, levá se opírá o opěradlo židle.
Pomník je kulturní památka České republiky evidovaná v Ústředním seznamu kulturních památek pod rejstříkovým číslem: 40074/1-1208.

### Pomníky J. E. Purkyně
- Libochovice, kamenná busta na podstavci, sochař Josef Strachovský, 1887[2]
- Poděbrady, kamenná socha sedícího učence, sochaři Oskar Kozák a Jaroslav Štrunc[3]
- Vídeň, Myslbekova socha Oddanosti (1880-86) je idealizovanou podobou J.E. Purkyně[4]
- Brno, bronzová bysta, sochař ?, 1990[5]